# Tommaso Prelà
Tommaso Prelà (* 21. Jänner 1765 in Bastia; † 27. Februar 1846 in Rom) war ein italienischer Mediziner.

## Biografie
In den letzten Jahren der genuesischen Herrschaft wurde er als Sohn einer reichen Händlerfamilie in Bastia, Korsika, geboren. Im Alter von neun Jahren wurde er von seinem Vater nach Florenz geschickt, später studierte er Medizin an der Universität La Sapienza und dann am Istituto Santo Spirito in Rom, dessen Leiter er später wurde. Er wurde Leibarzt von Papst Pius VII. Als Liebhaber der Literatur hinterließ er seine Bibliothek in seinem Testament der Stadt Bastia, dessen Rat ihm Anerkennung ausgesprochen hatte.
Noch heute trägt eine Bibliothek von Bastia seinen Namen und in Rom wurde eine Straße im Raum Boccea nach ihm benannt. Im Jahr 2017 wurden ihm in Bastia ein Platz und eine Büste gewidmet.
Tommaso Prelà war der Onkel des Dichters Salvatore Viale und des Ingenieurs Tommaso Viale sowie des Arztes Benedetto Viale Prelà.